# Khadja Nin
Khadja Nin (ur. 27 czerwca 1959) – burundyjska wokalistka i muzyk.

## Życiorys
Urodziła się w Burundi jako najmłodsze dziecko wielodzietnej rodziny. Jej ojciec był dyplomatą. Od najmłodszych lat uczyła się muzyki, podobnie jak większość jej sióstr i braci. Z powodu wyjątkowej barwy głosu, w wieku 7 lat została jedną z solistek chóru w Bużumburze, stolicy kraju.
W 1975 wyjechała do Zairu i trzy lata później wyszła za mąż za kierowcę wyścigowego Jacky’ego Ickx. W 1980 wraz z dwuletnim synem wyemigrowała do Belgii, gdzie w 1985 spotkała producenta muzycznego Nicolasa Fiszmana, który pomógł zdobyć kontrakt z BMG w 1991. Wydała cztery płyty, z których trzecia (Sambolera) stanowiła przełom w jej karierze i jest, jak dotąd, najbardziej popularna. Na płycie tej śpiewała w suahili, kirundi i po francusku. Jedną z najpopularniejszych piosenek tego albumu jest „Sina Mali, Sina Deni”, cover utworu „Free” Steviego Wondera. Khadja Nin z powodzeniem połączyła afrykańskie rytmy z muzyką pop, tworząc unikalne brzmienie swoich utworów.
W 1997 wystąpiła na Sopot Festival. Zasiadała w jury konkursu głównego na 71. MFF w Cannes (2018).
Mieszka w Monako, jest również ambasadorem dobrej woli UNICEF.

## Dyskografia
- 1992 – Khadja Nin
- 1994 – Ya Pili ...
- 1996 – Sambolera (składanka, zawiera wybrane utwory z dwóch pierwszych płyt i jeden nowy utwór – "„Sina Mali, Sina Deni”)
- 1998 – Ya ...